# قرار مجلس الأمن التابع للأمم المتحدة رقم 749
قرار مجلس الأمن التابع للأمم المتحدة رقم 749، المعتمد بالإجماع في 7 أبريل 1992، وبعد أن أعاد المجلس تأكيد القرارات 713 (1991)، و721 (1991)، و724 (1991)، و727 (1992)، و740 (1992)، و743 (1992)، وافق المجلس على تقرير الأمين العام بطرس بطرس غالي، وقرر أن يأذن بنشر قوة الأمم المتحدة للحماية في أقرب وقت ممكن في يوغوسلافيا السابقة.
وفي معرض إشارته إلى استمرار الانتهاكات اليومية لوقف إطلاق النار، دعا المجلس جميع الأطراف إلى ضمان سلامة القوة وحرية تنقلها، وحث جميع الأطراف على المساعدة في التعويض عن تكاليفها لضمان أكثر العمليات فعالية وفعالية من حيث التكلفة. كما أن ها حثت على التعاون في البوسنة والهرسك مع جهود الجماعة الأوروبية، وحثت جميع الأطراف على الامتناع عن مقر قوة الأمم المتحدة للحماية.
رغم أنه مأذون بها بالكامل في القرار 749، لم تنشر قوة الأمم المتحدة للحماية بالكامل إلا في مايو–يونيو 1992. وقد صدر أيضا القرار الحالي في اليوم نفسه الذي اعترفت فيه دول غربية عديدة باستقلال البوسنة والهرسك وسلوفينيا وكرواتيا.

## وصلات خارجية
- نص القرار في undocs.org